# Портрет мадам Муатесье
«Мадам Муатесье» — портрет Мари-Клотильде-Инес Муатесье, нарисованный Жаном Огюстом Домиником Энгром в период с 1844 по 1856 год. Портрет изображает сидящую на кресле мадам Муатесье. Картина находится в Лондонской национальной галерее. «Мадам Муатесье» — вторая работа Энгра, изображающая мадам Муатесье. Первая была написана в 1851 году и в настоящее время находится в Национальной галерее искусства в Вашингтоне.

## Объект
Мари-Клотильда-Инес де Фуко (1821—1897) была дочерью французского государственного служащего в департаменте лесов и водных путей. В 1842 году она вышла замуж за вдовца вдвое старше её, богатого банкира и торговца кружевами Сигисберта Муатесье, став, таким образом, мадам Муатесье.
Когда Энгр встретил мадам Муатесье, он был поражён её красотой и решил написать портрет. Живописный критик Теофиль Готье согласился с Энгром, описав её красоту как самую царственную, великолепную, величественную, какую он когда-либо видел.